# سیزدهمین گام
«سیزدهمین گام» آلبومی از گروه موسیقی آلترناتیو راک آ پرفکت سرکل است.